# کارینا راوند
کارینا راوند (انگلیسی: Carina Round؛ زادهٔ ۱۹۷۹) یک موسیقی‌دان اهل انگلستان است. وی از سال ۱۹۹۶ میلادی تاکنون مشغول فعالیت بوده‌است.

## زندگی حرفه‌ای
در تابستان 1996، بعد از اجرا در یک کنسرت در یک کلاب آکوستیک زیرزمینی در ولورهمپتون، راوند سه شب در کلاب رونی اسکات در بیرمنگام حمایت شد. کارینا راوند آلبوم Tigermending را در 1 می 2012 منتشر کرد که شامل 11 آهنگی بود که توسط راوند و دن برنز تهیه شد. از طریق Dehisce Records و The Orchard توزیع شد.